# Peterborough United
Peterborough United Fotbal Club  este o echipă de fotbal din Peterborough, care evoluează în Football League One. Clubul a fost fondat în anul 1934 și a jucat în vechea ligă Midland, pe care a câștigat-o de șase ori. Clubul a intrat în Football League în 1960, înlocuind clubul Gateshead F.C..

## Jucători notabili
| - Sean St Ledger - Tony Adcock - Jimmy Rooney - Fred Barber - Terry Bly - Aidy Boothroyd - Kyle Durward - Gary Breen - Jimmy Bullard - Steve Castle - Ken Charlery - Andy Clarke - Colin Clarke - Ollie Conmy - Robbie Cooke - Simon Davies - Derek Dougan - Adam Drury - Marcus Ebdon - Matthew Etherington - David Farrell - Mick Gooding - Bryn Gunn - Mickey Gynn | - Dominic Iorfa - Zat Knight - Gerry McElhinney - Leon McKenzie - Peter McNamee - Steve Morrow - David Oldfield - Keith Oakes - Tony Philliskirk - David Pleat - Jimmy Quinn - Tommy Robson - David Seaman - Paddy Sloan - Eric Steele - Worrell Sterling - Mark Tyler - Alan Waddle - John Wile - Dick Whittaker - Dennis Emery - Ben Futcher - Trevor Benjamin |

### Jucătorii cu cele mai multe meciuri
1. Tommy Robson 559
2. Mark Tyler 483
3. Jack Carmichael 420
4. Noel Luke 346
5. Mick Halsall 316